# ル・コマンダン・シャルコー
ル・コマンダン・シャルコー（Le Commandant Charcot）は、フランスのポナンが運航しているクルーズ客船。
船名はフランスの極地探検家ジャン・バティスト・シャルコーにちなむ。

## 概要
2021年7月29日にノルウェーのヴァルド造船所で竣工、引き渡された。
船価は2.7億ユーロ。
本船は日本の砕氷艦「しらせ」と同じポーラー・クラス2（PC2）のアイスクラスを有する世界初の砕氷クルーズ船である。
LNG燃料主機とバッテリーによるハイブリッド推進システムを搭載、100パーセントの廃棄物分別・処理システム等の最新のグリーン技術を備えており、フランス船級協会ビューロー・ヴェリタスからグリーンシップ認定を受けている。
また前甲板がヘリコプターの発着甲板になっているほか、船内には極地環境や生物多様性の研究施設も設けられている。
9月6日に試験航海で北緯90度に到達。これはフランス船として、またLNG燃料船として初めての北極点到達であった。
11月1日から南極クルーズでデビューした。
2022年2月27日には海上で最も南極点に近いロス棚氷クジラ湾の南緯78度44分30秒の地点まで航行し、南極点に最接近する記録を作った。
7月13日に乗客を乗せた商業航海で北極点に到達。これまで調査観測用の砕氷船に乗客を乗せたクルーズでの到達はあったが、純粋な客船での北極点到達は世界初であった。